# Tom E. Lewis
Tom E. Lewis (nom traditionnel : Balang Lewis) est un acteur et musicien australien né le 25 août 1958 et mort le 10 mai 2018. Il est un aborigène du peuple Murrungun. Sa carrière artistique a été lancée en 1978 par le film Le Chant de Jimmy Blacksmith, premier film australien présenté au Festival de Cannes 1978 et dans lequel il jouait le rôle-titre.

## Biographie
Tom Lewis est le fils métis d'une aborigène Warndarang (en) mara (en), Angelina George, aide de gare et cuisinière devenue une peintre renommée,,,, et d'un père gallois éleveur,, Hurtle Lewis, qu'elle a refusé d'épouser. Il est né et a grandi à Ngukurr (en) sur la  Roper River en Terre d'Arnhem, dans le Territoire du Nord. Il a travaillé comme maçon, éleveur et mécanicien  avant de jouer le rôle-titre du film Le chant de Jimmy Blacksmith en 1978.
Il a une fille avec sa compagne de longue date, Fleur Parry, directrice de théâtre,.
Il déclare dans une interview en 2007 que le sénateur du Territoire du Nord, Bob Collins (en) l'a agressé sexuellement lorsqu'il avait environ 13 ans,,. Bob Collins, qui était accusé de recel de pédopornographie et de 21 agressions sexuelle sur des enfants, est décédé en 2007 quelques jours avant son procès.
En 2000, il porte la flamme olympique à Melbourne pour les jeux de Sidney.
Souffrant d'alcoolisme, il cesse de boire vers 2010.
Lewis meurt d'une crise cardiaque le 10 mai 2018 dans la ville de Katherine, dans le Territoire du Nord,,.

## Carrière

### Théâtre
Au cours de ses 25 années sur la scène théâtrale de Melbourne, il travaille avec Playbox Theatre Company, Melbourne Theatre Company, Melbourne Workers Theatre, Arena Theatre et Handspan Theatre.
Avec le Handspan, il conçoit Lift Em Up Socks, une œuvre multimédia semi-autobiographique au succès international.
Avec la Darwin Theatre Company, il joue Othello, classique de Shakespeare, en 2006 et The Shadow King, « une version indigène du roi Lear » en 2013,.

### Musique
Lewis était également un musicien et jouait du didjeridoo, de la flûte, de la clarinette et de la guitare. Ses projets musicaux passés incluent le groupe Circle of Breathing. Dans les années 1990, il a effectué des tournées en Europe, en Asie et en Australie avec le duo de jazz Lewis & Young, qui a connu un grand succès. Il a joué avec Jane Rutter, Eve Duncan, Uli Klein et le compositeur George Dreyfus. En 2000, il a été choisi pour courir avec la flamme olympique à Melbourne. En 2005, il a sorti l'album Sunshine After Rain sur le label Skinnyfish music. En 2013, il a sorti Beneath the Sun, également sous le label Skinnyfish.
Le duo Lewis & Young fait le tour du monde et participe à la promotion de la candidature de Melbourne aux Jeux olympiques d'été de 1996 (en).

### Cinéma
Repéré à l'aéroport Tullamarine de Melbourne par Fred Schepisi et sa femme, Tom E. Lewis commence sa carrière cinématographique en jouant le rôle titre dans le film Le Chant de Jimmy Blacksmith sorti en 1978 et présenté au Festival de Cannes 1978.
En 2005, il reçoit la bourse Bob Maza de l'Australian Film Commission pour le court métrage documentaire Yellow Fella qu'il a co-écrit avec Fleur Parry. Le documentaire de 25 minutes suit Lewis dans sa recherche du lieu de sépulture de son père. Au cours de son voyage, l'artiste est confronté à des conflits intérieurs concernant son attitude envers son père et son identité métisse,. Réalisé par Ivan Sen, ce film a été sélectionné dans la catégorie Un certain regard du Festival de Cannes 2005.
Lewis joue l'un des rôles principaux dans le thriller psychologique Red Hill. Son dernier rôle était dans la mini-série en 4 parties Wrong Kind of Black de Boori Monty Pryor.

### Engagement
Lewis considérait ses créations artistiques comme "des médicaments et de bonnes histoires pour les gens, comme un terrain de Corroboree mais dans le monde moderne". Il a travaillé sur Dust Echoes, un projet produit par l'ABC qui présente une série d'histoires traditionnelles du Temps du rêve racontées d'une manière moderne et attrayante, en utilisant des techniques d'animation étonnantes. L'objectif de Dust Echoes est de permettre aux éducateurs et animateurs culturels de donner vie à des histoires aborigène.

« Dust Echoes est une façon de ramener tout le monde au même feu de camp - noir et blanc. Nous vous racontons nos histoires d'une manière que vous pouvez comprendre, pour vous aider à voir, entendre et savoir. Et nous nous racontons ces histoires à nous-mêmes, pour que nous nous souvenions toujours, avec fierté, de qui nous sommes. »

— Tom E. Lewis
Depuis 2001, Lewis vivait à Beswick, dans le sud de la Terre d'Arnhem, où il a créé une fondation culturelle, la Djilpin Arts Aboriginal Corporatio, qui organise chaque année le festival « Walking with the Spirits »,.

## Filmographie
| An   | Titre                         | Rôle              | Remarques    |
| ---- | ----------------------------- | ----------------- | ------------ |
| 1978 | Le chant de Jimmie Blacksmith | Jimmie Blacksmith |              |
| 1981 | A Town Like Alice             | Bourneville       | 3 épisodes   |
| 1982 | We of The Never Never         | Jackaroo          |              |
| 1983 | The City's Edge               | Jack Collins      |              |
| 1985 | Robbery Under Arms            | Guerrier          |              |
| 1985 | The Naked Country             | Mundaru           |              |
| 1987 | Slate, Wyn & Me               | Morgan            |              |
| 1992 | The Nun and the Bandit        | Bert Shanley      |              |
| 1995 | Vacant Possession             | Billy             |              |
| 1995 | The Life of Harry Dare        | Le père d'Harry   |              |
| 2005 | The Proposition               | Two-Bob           |              |
| 2005 | Yellow Fella                  | Lui-même          | Documentaire |
| 2007 | September                     | Oncle Harold      |              |
| 2010 | Red Hill                      | Jimmy Conway      |              |
| 2016 | Goldstone                     | Tommy             |              |
| 2017 | Finding Maawirrangga          | Lui-même          | Documentaire |
| 2018 | Wrong Kind of Black           | Père              |              |
| 2020 | The Skin of Others            | Douglas Grant     |              |

## Discographie
- Sunshine After Rain (2005)[41]
- Beneath the Sun (2013)[42]
- Contribution à l'album Recorded messages : violin / composed by Eve Duncan[43]

## Récompenses
- Meilleur acteur : Festival du court métrage de Canberra, Catégorie internationale (2017)[44]
- Red Ochre Award (2006)[45]
- Bourse Bob Maza (2005)[46]